# Limnephilus indivisus
Limnephilus indivisus är en nattsländeart som beskrevs av Walker 1852. Limnephilus indivisus ingår i släktet Limnephilus och familjen husmasknattsländor. Inga underarter finns listade i Catalogue of Life.